# Velike Kompolje
Velike Kompolje je naselje v Občini Ivančna Gorica.